# Itame correlatum
Itame correlatum är en fjärilsart som beskrevs av George Duryea Hulst 1896. Itame correlatum ingår i släktet Itame och familjen mätare. Inga underarter finns listade i Catalogue of Life.